# 竹駒村
竹駒村（たけこまむら）は、1954年（昭和29年）まで岩手県気仙郡に存在していた村である。現在の陸前高田市竹駒町にあたる。

## 沿革
- 1875年（明治8年）10月17日 - 水沢県による村落統合に伴い、高田村と合併して氷上村となる。
- 1889年（明治22年）4月1日 - 町村制施行に伴い、氷上村を改称して旧来の竹駒村単独で村制施行し新制の竹駒村が発足。
- 1955年（昭和30年）1月1日 - 高田町・気仙町・広田町・小友村・矢作村・横田村・米崎村と合併し、陸前高田市となる。

## 行政

### 歴代村長
| 代 | 氏名         | 就任                      | 退任                       | 備考 |
| -- | ------------ | ------------------------- | -------------------------- | ---- |
| 1  | 松野伊三郎   | 1889年（明治22年）5月25日 | 1893年（明治26年）4月      |      |
| 2  | 岩崎林       | 1893年（明治26年）7月     | 1895年（明治28年）2月      |      |
| 3  | 実吉八之助   | 1895年（明治28年）        | 1901年（明治34年）5月10日  |      |
| 4  | 大坂秀吉     | 1901年（明治34年）6月25日 | 1907年（明治40年）4月2日   |      |
| 5  | 上部利三郎   | 1907年（明治40年）6月8日  | 1915年（大正4年）8月31日   |      |
| 6  | 大坂勇助     | 1916年（大正5年）3月31日  | 1924年（大正13年）4月28日  |      |
| 7  | 実吉八之助   | 1924年（大正13年）5月27日 | 1925年（大正14年）4月26日  | 再任 |
| 8  | 脇坂喜代之助 | 1925年（大正14年）7月20日 | 1933年（昭和8年）8月3日    |      |
| 9  | 実吉冨助     | 1933年（昭和8年）9月7日   | 1942年（昭和17年）9月9日   |      |
| 10 | 松野一郎     | 1942年（昭和17年）9月10日 | 1946年（昭和21年）9月9日   |      |
| 11 | 熊谷政治郎   | 1946年（昭和21年）9月10日 | 1947年（昭和22年）3月      |      |
| 12 | 大坂勇       | 1947年（昭和22年）4月5日  | 1954年（昭和29年）12月31日 |      |

## 交通
- 日本国有鉄道（国鉄）
  - 大船渡線：竹駒駅